# Поляна (Бахчисарайський район)
Поля́на (до 1945 року — Ма́ркур, крим. Marqur) — село в Україні, у Бахчисарайському районі Автономної Республіки Крим. Підпорядковане Голубинській сільській раді. Розташоване на півдні району.

## Географія
Село розташоване в горах, у глибині Другої Гряди Кримських гір, у невеликій долині струмка Маркур, що впадає в річечку Суаткан, ліва притока Бельбеку. Це південний схід району, за 11 кілометрів від неофіційного центру долини — селища Албат.

## Історія
Історична назва села Маркур, яку виводять або з грецького μακρός — глибокий, або з перського мархур, також є варіант, що це всього лише морква). Так само називається струмок, на якому стоїть село і перевал (Маркур-Богаз) через гірський хребет в Байдарську долину.
Село виникло ще приблизно у V-VI столітті нашої ери.
На вершині Сандик-Кая над селом збереглися залишки невеликої середньовічної фортеці доби князівства Феодоро.